# Bernd Schneider
Bernd Schneider (født 17. november 1973 i Jena, Østtyskland) er en tidligere tysk fodboldspiller, der spillede størstedelen af sin karriere som midtbanespiller hos Bundesliga-klubben Bayer Leverkusen. Han var desuden tilknyttet Eintracht Frankfurt samt FC Carl Zeiss Jena i sin fødeby.

## Landshold
Schneider nåede gennem sin karriere at spille hele 81 kampe for Tysklands landshold, som han debuterede for den 28. juli 1999 i en kamp mod New Zealand. Han var efterfølgende en del af den tyske trup til både VM i 2002, EM i 2004 og VM i 2006. Desuden deltog han også i Confederations Cup for tyskerne i henholdsvis 1999 og 2005.